# کارول مرل
کارول مرل (فرانسوی: Carole Merle‎؛ زادهٔ ۲۴ ژانویهٔ ۱۹۶۴) اسکی‌باز آلپاین اهل فرانسه است.